# Pseudalsophis steindachneri
Pseudalsophis steindachneri là một loài rắn trong họ Rắn nước. Loài này được Van Denburgh mô tả khoa học đầu tiên năm 1912.